# East Dundee, Illinois
East Dundee là một làng thuộc quận Kane, tiểu bang Illinois, Hoa Kỳ. Năm 2010, dân số của làng này là 2860 người.

## Dân số
Dân số qua các năm:
- Năm 2000: 2955 người.
- Năm 2010: 2860 người.